# Маковище (Новгородская область)
Маковище — деревня в Шимском районе Новгородской области в составе Шимского городского поселения.

## География
Находится в западной части Новгородской области на расстоянии приблизительно 8 км на север по прямой от районного центра поселка Шимск.

## История
В 1907 году здесь (деревня Новгородского уезда Новгородской губернии) было учтено 50 дворов.

## Население
Численность населения: 279 человек (1907 год), 12 (русские 92 %) в 2002 году, 3 в 2010.